# Десбах
Десбах (њем. Deesbach) општина је у њемачкој савезној држави Тирингија. Једно је од 39 општинских средишта округа Залфелд-Рудолштат. Према процјени из 2010. у општини је живјело 435 становника. Посједује регионалну шифру (AGS) 16073014.

## Географски и демографски подаци
Десбах се налази у савезној држави Тирингија у округу Залфелд-Рудолштат. Општина се налази на надморској висини од 651 метра. Површина општине износи 6,1 km². У самом мјесту је, према процјени из 2010. године, живјело 435 становника. Просјечна густина становништва износи 71 становника/km².